# Elon Ekman
Elon Viktor Ekman, född den 24 november 1940 i New York i USA, död den 23 maj 2022 i Stockholm, var en svensk företagsledare.
Ekman var som ung tennisspelare och var med i juniorlandslaget 1957–1958, med tre svenska juniormästerskap i dubbel och två silver i singel. Han studerade till civilingenjör i teknisk fysik vid Kungl. Tekniska högskolan i Stockholm 1959–1963, blev fil. kand. vid Stockholms universitet 1962 och civilekonom vid Handelshögskolan i Stockholm 1964. Han disputerade där 1978 på en doktorsavhandling om ekonomisk tillväxt och dynamik hos företag med andra mål än enbart vinst.
Ekman arbetade på Alfa Laval i Sverige som direktörsassistent 1964–1966, i Västtyskland som ekonomichef 1966–1967, i Frankrike som projektledare 1968–1969, som vice VD på Nixdorf Computer AB 1969–1971 och som VD för familjeföretaget AB R.O.S.A. Research Organization & Sales Advanc från 1975. Han var styrelseledamot i ett flertal bolag.
Han engagerade sig i miljöfrågor och vann ett prejudicerande mål i Regeringsrätten avseende Naturvårdslagen samt ett viktigt miljömål om vattenverksamhet i Mark- och Miljödomstolen. Han gjorde även insatser för att bevara gamla bruksmiljöer i södra Södermanland.
Elon Ekman var son till Elon Ekman, koncernchef i Electrolux 1952–1963, och Ebba Ekman, född Freding. Ekman var från 1967 till sin död gift med Sophie Ekman; makarna fick två barn Louise och Philip.